# Triaenodon obesus
Lo squalo pinna bianca del reef (Triaenodon obesus (Rüppel, 1837)) è una specie di squalo della famiglia dei Carcarinidi, unico membro del suo genere. Di piccole dimensioni (non supera generalmente i 160 cm di lunghezza), è facilmente riconoscibile per il corpo snello e la testa breve ma larga, nonché per i lembi di pelle di forma tubulare vicino alle narici, gli occhi ovali con pupille verticali e i margini bianchi delle pinne dorsale e caudale. Lo squalo pinna bianca del reef, una tra le specie di squalo più comuni delle barriere coralline dell'Indo-Pacifico, occupa un areale compreso tra il Sudafrica ad ovest e l'America centrale ad est. Vive di solito sul fondale o nelle sue vicinanze in acque costiere, a profondità di 8-40 m.
Durante il giorno, questi squali trascorrono gran parte del tempo riposando all'interno di cavità. Diversamente dagli altri Carcarinidi, che fanno affidamento su una ventilazione passiva e devono nuotare in continuazione per respirare, sono in grado di pompare acqua nelle branchie e possono rimanere immobili sul fondale. Di notte, i pinna bianca del reef escono allo scoperto muovendosi in gruppo a caccia di pesci ossei, crostacei e polpi, grazie ai corpi allungati che consentono loro di aprirsi la strada tra gli anfratti e le cavità per estrarre le prede nascoste. Certi individui possono trascorrere mesi o anni nella stessa area di barriera corallina, ritornando di frequente negli stessi rifugi. La specie è vivipara, e gli embrioni in sviluppo vengono alimentati grazie ad una connessione placentare con la madre. È una delle poche specie di squalo nella quale è stato possibile osservare l'accoppiamento in natura: le femmine ricettive vengono seguite dai potenziali partner, che cercano di afferrare la loro pinna pettorale e di assumere una posizione adatta alla copulazione. Le femmine partoriscono da uno a sei piccoli ogni anno, dopo un periodo di gestazione di 10-13 mesi.
Solo raramente gli squali pinna bianca del reef divengono aggressivi nei confronti dell'uomo, anche se, incuriositi, possono spingersi ad esaminare da vicino i nuotatori. Tuttavia, gli appassionati di pesca subacquea corrono il rischio di essere morsi da individui che cercano di rubare loro la preda catturata. Questa specie viene catturata per scopi alimentari, anche se sono stati documentati avvelenamenti da ciguatera in seguito al consumo delle sue carni. La IUCN elenca lo squalo pinna bianca del reef come «specie vulnerabile» (Vulnerable), in quanto il numero di esemplari è diminuito in seguito all'aumento di attività di pesca non regolamentata in vari punti del suo areale. Il lento tasso riproduttivo della specie e le sue limitate preferenze di habitat rendono le popolazioni vulnerabili alla sovrapesca.

## Tassonomia

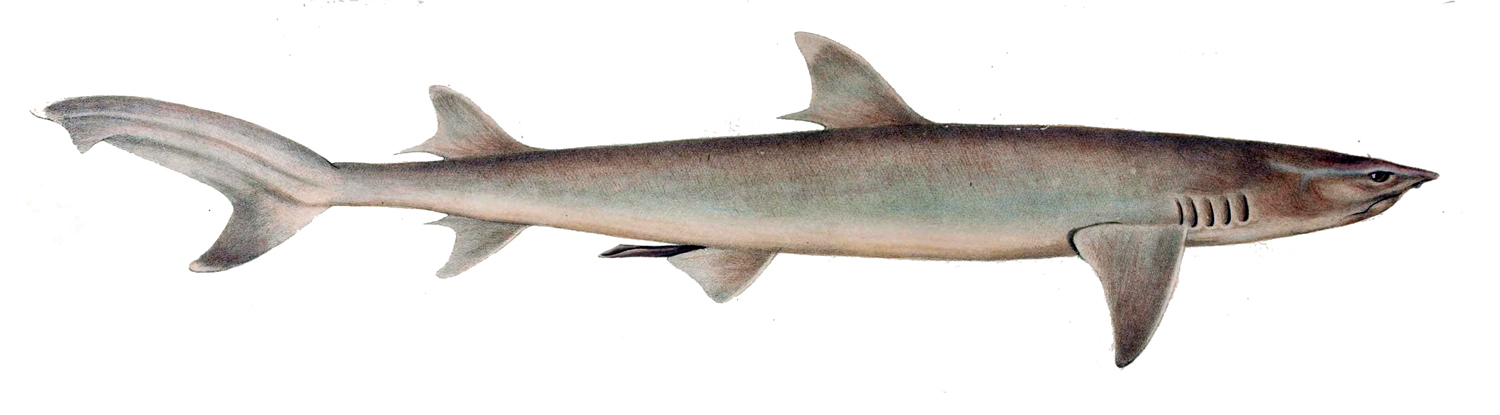
Antica raffigurazione di uno squalo pinna bianca del reef tratta da Systematische Beschreibung der Plagiostomen (1841)

Lo squalo pinna bianca del reef venne descritto per la prima volta dal naturalista tedesco Eduard Rüppell nel 1837, con il nome Carcharias obesus, nell'opera Fische des Rothen Meere (Pesci del mar Rosso). Il perché abbia scelto come appellativo scientifico il termine obesus è un fatto curioso, dal momento che lo squalo presenta in realtà una costituzione particolarmente slanciata. Successivamente, nello stesso anno, Johannes Müller e Friedrich Henle trasferirono questa specie nel genere monotipico Triaenodon, dalle parole greche triaena, «tridente», e odon, «dente». Poiché Rüppell non aveva designato originariamente un olotipo, nel 1960 un esemplare di 31 cm catturato al largo di Jeddah, in Arabia Saudita, venne indicato come lectotipo della specie. Altri nomi comuni per questo squalo sono squalo dalla testa smussata, squalo dalle punte chiare, squalo pinna bianca di scogliera e squalo pinna bianca.
Classificato in passato nella famiglia dei Triakidi, lo squalo pinna bianca del reef è ormai riconosciuto dalla maggior parte degli autori come appartenente alla famiglia dei Carcarinidi sulla base di caratteri morfologici, come la presenza di membrane nittitanti complete, fossetta precaudale ben sviluppata, uno spiccato lobo inferiore della pinna caudale e valvole intestinali simili a chiocciole. Analisi morfologiche e filogenetiche molecolari suggeriscono che lo squalo pinna bianca del reef, assieme agli squali limone (Negaprion) e allo squalo dagli occhi stretti (Loxodon), occupi una posizione intermedia nell'albero evolutivo dei Carcarinidi, tra i generi più basali (Galeocerdo, Rhizoprionodon e Scoliodon) e quelli più derivati (Carcharhinus e Sphyrna).

## Distribuzione e habitat

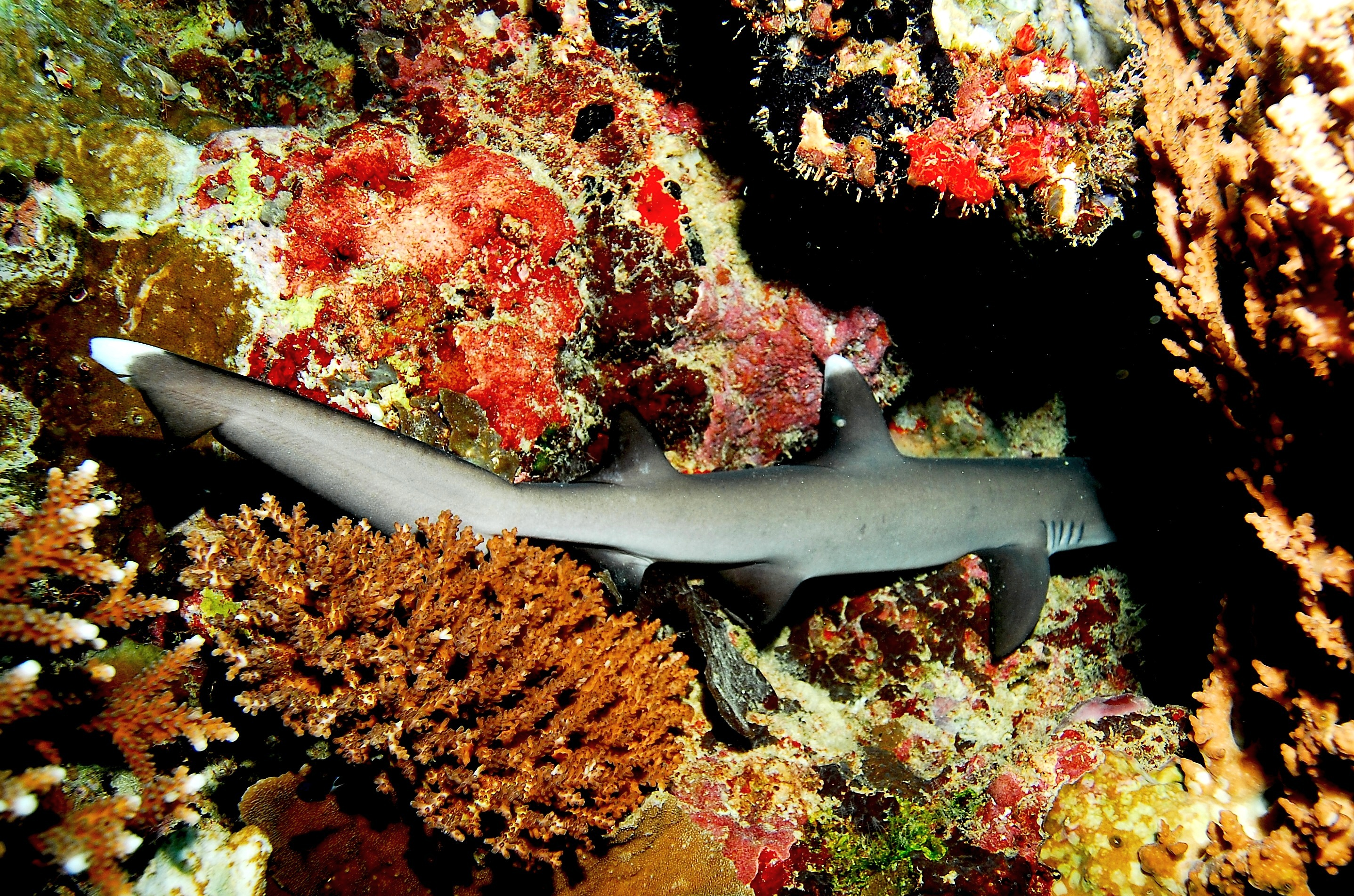
La specie vive quasi esclusivamente nelle barriere coralline

Lo squalo pinna bianca del reef è ampiamente distribuito in tutta la regione indo-pacifica. In passato si riteneva che fosse stato presente, in epoche remote, anche nell'oceano Atlantico, in base al ritrovamento, nella Carolina del Nord, di un dente fossile risalente al Miocene. Tuttavia, ricerche più recenti hanno indicato che il dente era appartenuto in realtà ad un lamniforme e che la specie non abbia mai colonizzato l'Atlantico. Nell'oceano Indiano, lo squalo pinna bianca del reef è diffuso dal KwaZulu-Natal settentrionale, in Sudafrica, al mar Rosso e al subcontinente indiano, comprese le acque di Madagascar, Mauritius, Comore, Aldabra, Seychelles, Sri Lanka e isole Chagos. Nel Pacifico centrale e occidentale, si trova dalle acque di Cina meridionale, Taiwan e isole Ryukyu a quelle di Filippine, Sud-est asiatico e Indonesia, fino all'Australia settentrionale, ed è presente anche attorno a numerose isole di Melanesia, Micronesia e Polinesia, spingendosi fino alle Hawaii a nord e alle isole Pitcairn a sud-est. Nel Pacifico orientale, la specie è presente dalla Costa Rica a Panama e al largo delle isole Galápagos.
Associati quasi esclusivamente ad habitat di barriera corallina, gli squali pinna bianca del reef s'incontrano più spesso attorno alle sommità dei coralli e alle sporgenze con alti rilievi verticali, ma talvolta si possono trovare anche su fondali sabbiosi, nelle lagune e nei punti in cui la piattaforma continentale lascia spazio ad acque più profonde. Preferiscono acque molto limpide e raramente nuotano lontano dal fondo. Questa specie è più comune ad una profondità di 8-40 m. A volte può entrare in acque profonde meno di 1 m ed abbiamo l'eccezionale testimonianza di uno squalo pinna bianca del reef catturato ad una profondità di 330 m nelle isole Ryukyu.

## Descrizione

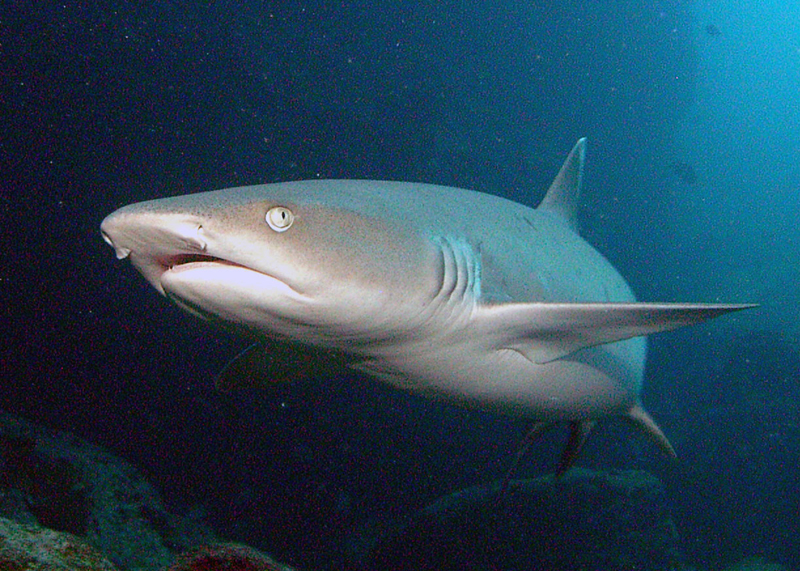
La «faccia» dello squalo pinna bianca del reef è caratteristica, con il suo muso largo, i lembi nasali tubolari e gli occhi ovali con pupille verticali

È una specie relativamente piccola: sono pochi gli esemplari più lunghi di 160 cm. Spesso viene affermato che questi squali possono raggiungere una lunghezza massima di 210 cm, ma tale affermazione è basata esclusivamente su osservazioni visive e potrebbe essere dubbia. Il peso massimo registrato è di 18,3 kg. Lo squalo pinna bianca del reef ha un corpo sottile e una breve testa larga. Il muso è appiattito e smussato, con ampi lembi di pelle davanti alle narici arrotolati a tubo. Gli occhi sono piccoli e ovali, con pupille verticali e prominenti creste superiori, e sono spesso seguiti da una piccola tacca. La bocca ha un taglio netto verso il basso (che conferisce allo squalo un'espressione contrariata), con brevi solchi agli angoli. Ci sono 42-50 file di denti nella mascella superiore e 42-48 file in quella inferiore. Ogni dente ha una singola cuspide centrale stretta dal bordo liscio, affiancata da un paio di cuspidi molto più piccole.
La prima pinna dorsale è posizionata piuttosto indietro sul corpo, più vicino alle pinne pelviche che a quelle pettorali. La seconda pinna dorsale e la pinna anale sono grandi, da metà a tre quarti più alte della prima pinna dorsale. Le larghe pinne pettorali triangolari hanno origine sopra o leggermente dietro la quinta fessura branchiale. Non vi sono creste tra la prima e la seconda pinna dorsale. Il lobo inferiore della caudale è metà della lunghezza del lobo superiore, che presenta una cospicua tacca vicino alla punta. I dentelli dermici sono piccoli e sovrapposti, di solito con 7 creste orizzontali, che conferiscono alla pelle un aspetto liscio. La colorazione è grigiastra o brunastra sul dorso e bianca ventralmente, con piccole macchie scure sparse, uniche per ogni individuo. Le punte della prima pinna dorsale e del lobo superiore della pinna caudale, e talvolta anche la seconda pinna dorsale e il lobo inferiore della pinna caudale, sono di colore bianco brillante.

## Biologia

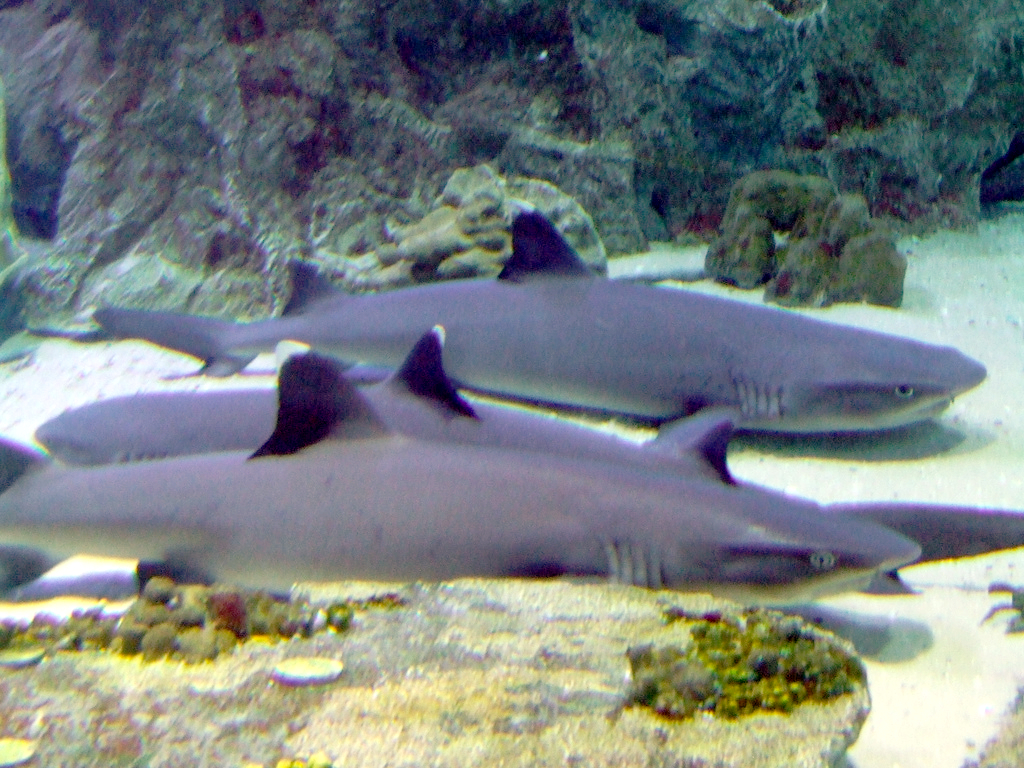
La specie trascorre gran parte del giorno restando immobile sul fondale

Lo squalo pinna bianca del reef è uno dei tre squali più comuni nelle barriere coralline dell'Indo-Pacifico, assieme allo squalo pinna nera di scogliera (Carcharhinus melanopterus) e allo squalo grigio di scogliera (Carcharhinus amblyrhynchos). Le preferenze di habitat di questa specie si sovrappongono a quelle delle altre due, anche se non tende a frequentare acque molto basse, come lo squalo pinna nera di scogliera, né il reef esterno, come lo squalo grigio di scogliera. Lo squalo pinna bianca del reef nuota con forti undulazioni del corpo, e diversamente da altri Carcarinidi è in grado di rimanere immobile sul fondo e pompare attivamente acqua nelle branchie per respirare. Gli esemplari di questa specie sono più attivi di notte e durante i periodi di stanca, e trascorrono gran parte del giorno riposando all'interno di anfratti singolarmente o in piccoli gruppi, disposti in parallelo o sovrapposti l'uno sull'altro. Al largo delle Hawaii, questi squali possono trovare rifugio all'interno di tunnel di lava sottomarini, mentre al largo della Costa Rica si vedono spesso giacere all’aperto su fondali sabbiosi.
Gli squali pinna bianca del reef generalmente rimangono in una zona altamente localizzata; solo raramente compiono lunghi spostamenti, vagando per un po' prima di stabilirsi in un posto nuovo. Durante uno studio effettuato nell'atollo Johnston, gli studiosi hanno accertato che nessuno degli squali esaminati si era spostato per più di 3 km di distanza dalla loro posizione originaria di cattura per un anno. A seguito di un altro studio nell'atollo di Rangiroa, nella Polinesia Francese, si è scoperto che, dopo più di tre anni, circa il 40% degli squali originariamente etichettati erano ancora presenti nella stessa barriera in cui erano stati catturati. Un singolo squalo può riposare all'interno dello stesso anfratti per mesi o anni. L'home range diurno di uno squalo pinna bianca del reef è sì appena 0,05 km² circa; ma di notte questo territorio aumenta fino a 1 km². Questi squali non sono territoriali e condividono il proprio home range con altri individui della stessa specie; non assumono mai atteggiamenti intimidatori.

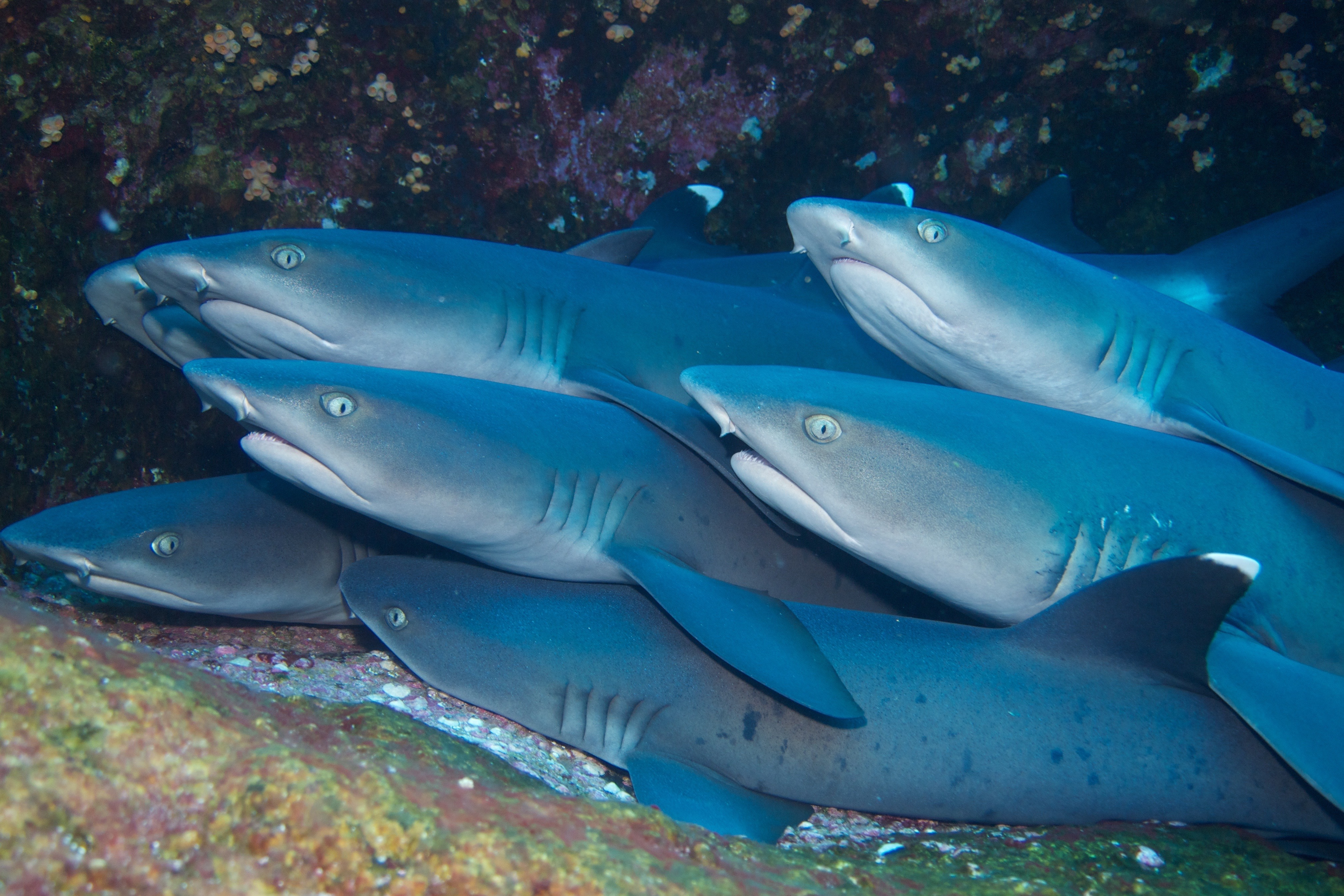
Squali in riposo

Predatori degni di nota dello squalo pinna bianca del reef sono lo squalo tigre (Galeocerdo cuvier), lo squalo delle Galápagos (Carcharhinus galapagensis) e, forse, lo squalo dalle punte argentee (Carcharhinus albimarginatus), anche se di solito frequentano acque più profonde di quelle preferite dai pinna bianca. Un esemplare di 80 cm è stato trovato anche nello stomaco di una cernia gigante (Epinephelus lanceolatus), ma è improbabile che queste cernie siano predatori significativi di questa specie, data la loro rarità. Tra i parassiti conosciuti dello squalo pinna bianca del reef ricordiamo il copepode Paralebion elongatus e le larve dell'isopode Gnathia grandilaris. Mentre riposano durante il giorno, questi squali sono stati visti godere dei «servizi di pulizia» del labro Bodianus diplotaenia e del ghiozzo Elacatinus puncticulatus. In un caso strano e particolare, sette squali pinna bianca sono stati visti assumere una postura di pulizia (con la bocca aperta e le branchie dilatate) in mezzo a uno sciame di anfipodi iperidi non pulitori; si ritiene che la stimolazione meccanica degli anfipodi in movimento abbia evocato questo comportamento a causa della loro somiglianza con i veri organismi pulitori.

### Alimentazione

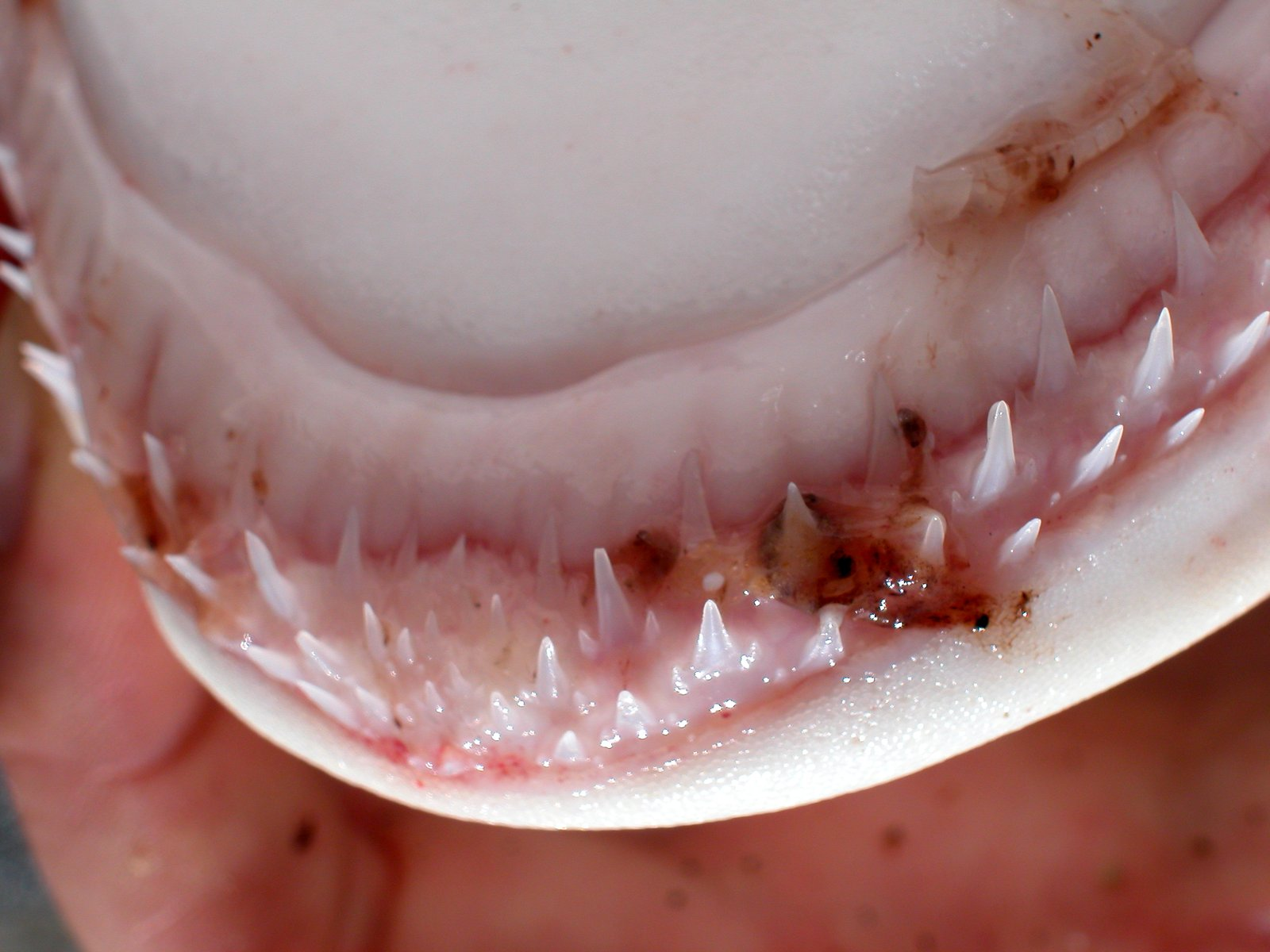
La mascella inferiore e i denti dello squalo pinna bianca

Con il suo corpo snello e flessuoso, lo squalo pinna bianca del reef è specializzato nello scivolare nelle strette fenditure e cavità della barriera corallina per estrarre prede inaccessibili agli altri squali. Al contrario, è piuttosto goffo quando cerca di afferrare prede sospese in acqua aperta. Questa specie si nutre prevalentemente di pesci ossei, come anguille, pesci scoiattolo, lutianidi, pesci damigella, pesci pappagallo, pesci chirurgo, pesci balestra e triglie, murene nonché di polpi, aragoste e granchi. È molto sensibile ai segnali olfattivi, acustici ed elettrici emessi dalle potenziali prede, mentre il suo sistema visivo è adatto più a percepire i movimenti e/o il contrasto che i dettagli degli oggetti. È particolarmente sensibile ai suoni naturali e artificiali a bassa frequenza nella portata di 25-100 Hz, che evocano pesci in difficoltà.
Gli squali pinna bianca del reef cacciano prevalentemente di notte, quando molti pesci dormono e possono essere catturati facilmente. Dopo il tramonto, gruppi di squali setacciano metodicamente la barriera corallina, spesso rompendo pezzi di corallo nella loro vigorosa ricerca di prede. Più squali possono focalizzare l'attenzione sulla stessa preda, bloccando ogni via d'uscita da una particolare struttura di corallo. Ogni squalo caccia per sé ed è in competizione con gli altri membri del suo gruppo. A differenza degli squali pinna nera di scogliera e di quelli grigi di scogliera, gli squali pinna bianca del reef non diventano più eccitati quando si nutrono in gruppo ed è improbabile che scatenino una frenesia alimentare. Nonostante le loro abitudini notturne, sono creature opportuniste e all'occasione possono cacciare anche di giorno. Al largo del Borneo, molti di questi squali si radunano ai margini esterni della barriera corallina per nutrirsi del cibo portato dalle correnti di risalita. Al largo delle Hawaii, seguono le foche monache delle Hawaii (Monachus schauinslandi) e tentano di rubare loro le prede. Uno squalo pinna bianca del reef può sopravvivere sei settimane senza mangiare.

### Riproduzione

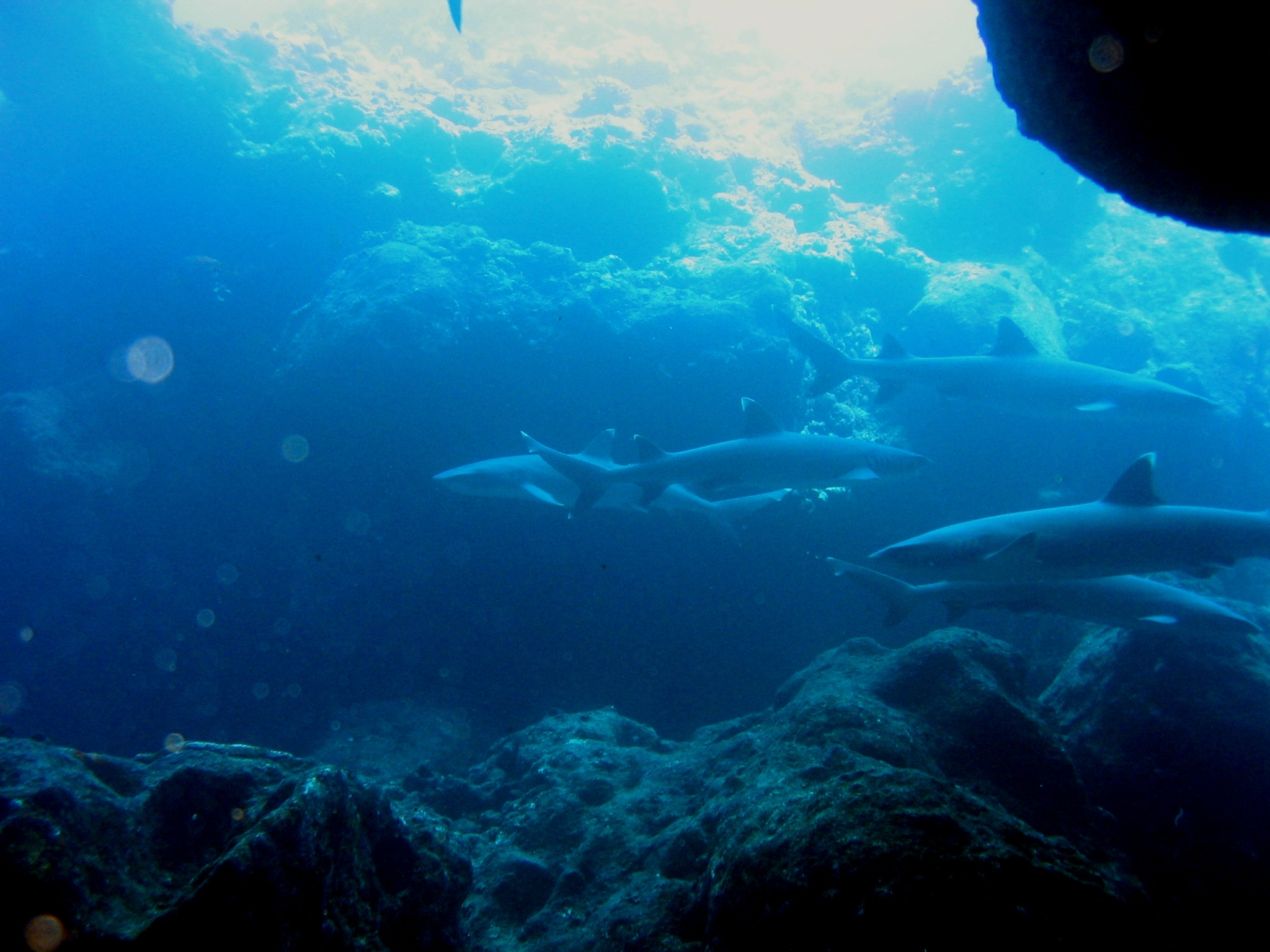
Di natura gregaria, gli squali pinna bianca si trovano spesso in gruppo

Come altri membri della sua famiglia, lo squalo pinna bianca del reef è viviparo; una volta che gli embrioni in via di sviluppo esauriscono la loro riserva di tuorlo, il sacco vitellino si converte in una connessione placentare attraverso la quale la madre fornisce loro il nutrimento per il resto della gestazione. Le femmine adulte hanno un singolo ovaio funzionale, sul lato sinistro, e due uteri funzionali. Il ciclo riproduttivo è biennale.
L'accoppiamento ha inizio quando più maschi, in alcuni casi fino a cinque, seguono da vicino una femmina mordendola sulle pinne e sul corpo, forse spinti dai feromoni che indicano la sua disponibilità. Ogni maschio tenta di afferrare la femmina mordendo una delle sue pinne pettorali; a volte due maschi possono trattenere contemporaneamente la stessa femmina su entrambi i lati. Una volta afferrata saldamente la compagna, gli squali si lasciano cadere sul fondo, dopo di che il maschio (o i maschi) ruota uno dei suoi pterigopodi in avanti, gonfiando la sacca del sifone (un organo addominale sottocutaneo che raccoglie acqua di mare che viene utilizzata per trasferire lo sperma nella femmina) ad esso associato, e tenta di entrare in contatto con la cloaca della femmina. In molti casi, la femmina oppone resistenza premendo il ventre sul fondo e inarcando la coda; tale comportamento potrebbe indicare che in effetti sia la femmina a scegliere il partner adatto. Il maschio ha un tempo limitato per effettuare la copulazione, poiché, trattenendo con la bocca la pinna pettorale della femmina, non può assumere ossigeno. D'altra parte, se la femmina è ben disposta, la coppia si sistema fianco a fianco con le teste premute contro il fondo ed i corpi sollevati ad angolo.
Dopo un periodo di gestazione di 10-13 mesi, le femmine danno alla luce 1-6 (di solito 2-3) piccoli. Il numero dei piccoli non è correlato con le dimensioni della madre; è stato stimato che nel corso della sua vita ogni femmina partorisca in media 12 piccoli. Le nascite hanno luogo tra maggio ed agosto (in autunno e in inverno) nella Polinesia Francese, nel mese di luglio (in estate) al largo dell'atollo di Enewetak, e in ottobre (in estate) al largo dell'Australia. Le femmine partoriscono mentre nuotano, girando su sé stesse torcendo violentemente il corpo; ogni piccolo impiega meno di un'ora per emergere completamente. I neonati misurano 52-60 cm di lunghezza e hanno pinne caudali relativamente più lunghe rispetto agli adulti. Questo squalo si sviluppa più lentamente rispetto ad altri Carcarinidi; i neonati crescono a una velocità di 16 cm all'anno, mentre gli adulti crescono di 2-4 cm all'anno. La maturità sessuale viene raggiunta a una lunghezza di circa 110 cm e ad una età di 8-9 anni, anche se alle Maldive sono stati segnalati maschi maturi più piccoli di 95 cm di lunghezza: ciò lascia ipotizzare che esistano variazioni regionali riguardo al raggiungimento delle dimensioni riproduttive. Nella Grande Barriera Corallina, i maschi vivono fino a 14 anni e le femmine fino a 19 anni; la durata massima della vita di questo squalo potrebbe essere di oltre 25 anni. Nel 2008, uno squalo pinna bianca del reef ha partorito un unico piccolo in seguito ad un possibile caso di riproduzione asessuata presso il Nyiregyhaza Centre in Ungheria; precedenti casi di riproduzione asessuata negli squali erano già stati segnalati nello squalo martello dal berretto (Sphyrna tiburo) e nello squalo orlato (Carcharhinus limbatus).

## Rapporti con l'uomo

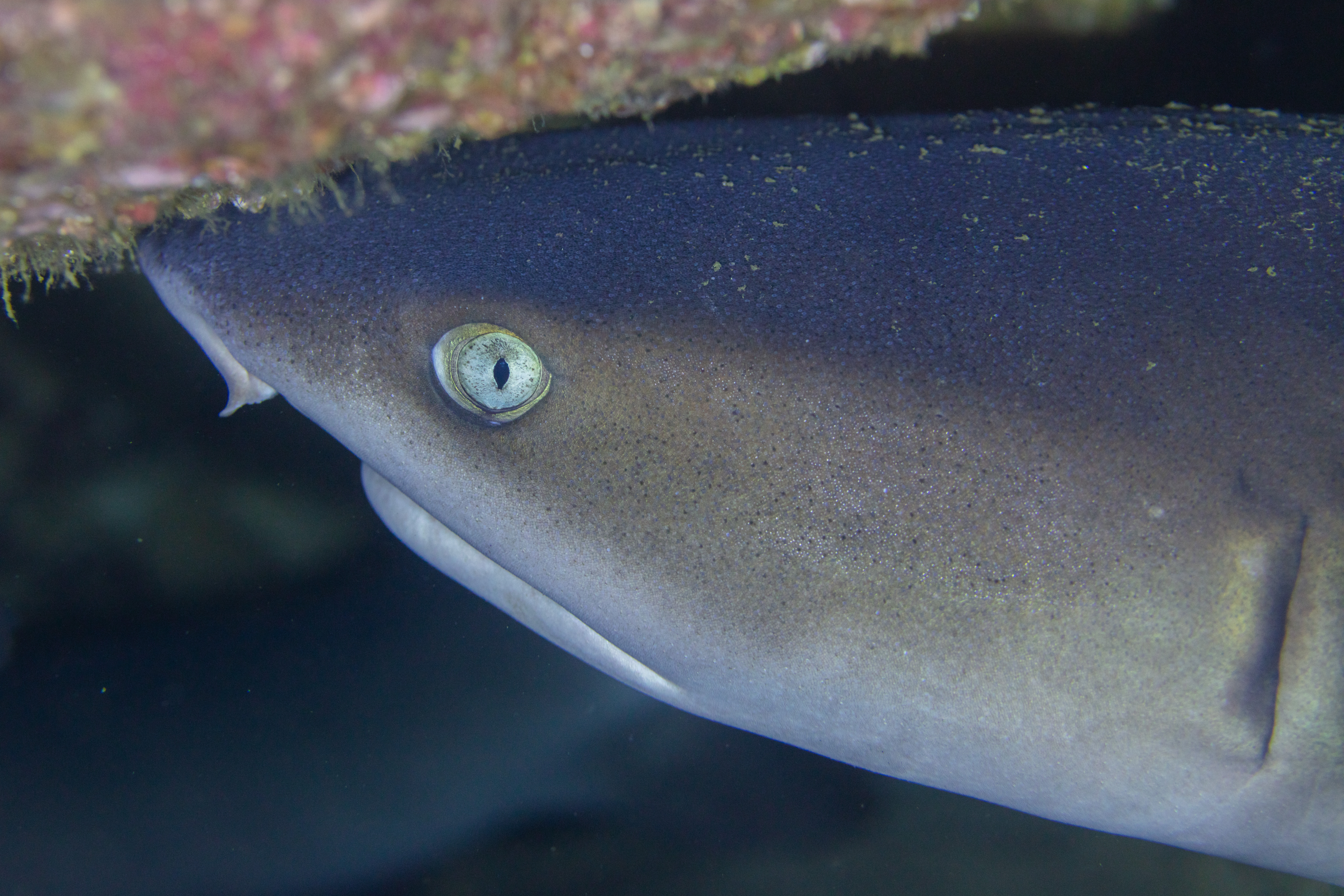
Triaenodon obesus nascosto in una barriera corallina

A differenza del suo cugino oceanico, lo squalo pinna bianca del reef è più innocuo e solo raramente diventa aggressivo senza essere stato provocato. È anche intrepido e curioso, in quanto può avvicinarsi ai nuotatori per esaminarli meglio. Tuttavia, questi squali tentano facilmente, e piuttosto coraggiosamente, di rubare le prede catturate dai pescatori subacquei, arrivando a morderli nel frattempo. In alcuni luoghi essi hanno imparato ad associare il suono di un arpione lanciato da un fucile o di un'ancora gettata da un'imbarcazione con il cibo e a reagire in pochi secondi. Attualmente, l'International Shark Attack File elenca due attacchi provocati e cinque non provocati da parte di questa specie. Gli squali pinna bianca del reef sono particolarmente adatti per l'ecoturismo subacqueo e una volta abituati alla presenza dell'uomo possono anche spingersi ad afferrare prede offerte loro dai subacquei. Nella mitologia hawaiana, la fedeltà (cioè l'«attaccamento») degli squali pinna bianca del reef ad alcune zone della barriera corallina per anni potrebbe aver ispirato il culto degli ʻaumākua, gli spiriti degli antenati della famiglia che assumono forma animale e proteggono i loro discendenti.
Lo squalo pinna bianca del reef viene catturato dai pescherecci che operano al largo del Pakistan, dell'India, dello Sri Lanka, del Madagascar e probabilmente altrove, con palamiti, tramagli e reti a strascico. La carne e il fegato vengono consumati, anche se squali di determinate zone presentano un sostanziale rischio di avvelenamento da ciguatera (specialmente se viene mangiato il fegato, che contiene una concentrazione molto più elevata della tossina rispetto alla carne). L'Unione Internazionale per la Conservazione della Natura (IUCN) ha valutato questa specie come «prossima alla minaccia» (Near Threatened), poiché il numero di esemplari è diminuito negli ultimi decenni a causa dell'aumento della pressione dell'industria della pesca nei tropici, tra l'altro finora poco regolamentata. Il suo habitat ristretto, la bassa dispersione e la lenta riproduzione sono fattori che limitano la capacità di questo squalo di riprendersi dal sovrasfruttamento. Nella Grande Barriera Corallina, le popolazioni di squalo pinna bianca del reef nelle zone di pesca sono diminuite dell'80% rispetto a zone dove non è consentito l'accesso. Inoltre, le popolazioni che vivono in zone dove è consentito l'accesso alle imbarcazioni ma è proibita la pesca presentano livelli di diminuzione della popolazione paragonabili a quelle delle zone di pesca a causa del bracconaggio. I modelli demografici indicano che queste popolazioni già impoverite continueranno a scendere del 6,6-8,3% ogni anno se non verranno prese ulteriori misure di conservazione.